# راي غرايمز
راي غرايمز (بالإنجليزية: Ray Grimes) هو لاعب كرة قاعدة أمريكي، ولد في 11 سبتمبر 1893 في برغولز في الولايات المتحدة، وتوفي في 25 مايو 1953 في مينيرفا في الولايات المتحدة.

## وصلات خارجية
- راي غرايمز على موقعبيزبول رفرنس.كوم (الدوري الرئيسي) (الإنجليزية)